# Gunnbjörn Ulfsson
Gunnbjörn Ulfsson, též Gunnbjørn Ulvsson byl norský (vikinský) cestovatel a mořeplavec z 9. století. Byl prvním Evropanem, který dorazil k břehům Grónska, a také k břehům Ameriky.
Kolem roku 875 ho během obchodní cesty z Norska na Island zastihla bouře. Ta ho zanesla k neznámým ostrůvkům u Grónska (kolem 63° severní šířky). Pojmenoval je Gunnbjørnarsker (Gunnbjørnovy šéry) a zamířil na Island. Informace o ostrůvcích později inspirovala Erika Rudého k plavbě do Grónska.
V dalších letech dokonce přistál u severoamerických břehů, konkrétně v Newfoundlandu a Labradoru. Zemi prý dokonce osídlil s několika dalšími Vikingy. Událost nebyla zachycena v písemných pramenech, a proto upadla na dlouho v zapomnění.
Je po něm pojmenována nejvyšší hora Grónska Gunnbjørn Fjeld (3694 m n. m.).